# NGC 3547
NGC 3547 é uma galáxia espiral (Sb) localizada na direcção da constelação de Leo. Possui uma declinação de +10° 43' 15" e uma ascensão recta de 11 horas, 09 minutos e 55,9 segundos.
A galáxia NGC 3547 foi descoberta em 11 de Março de 1784 por William Herschel.